# Doonesbury
Doonesbury ist der Titel eines täglichen US-Comicstrips, der seit 1970 in hunderten englischsprachigen meist liberalen Tageszeitungen wie der Washington Post (USA) oder The Guardian (GB) erscheint. Autor und Zeichner ist Garretson Beekman Trudeau, oder kurz Garry bzw. G. B. Trudeau. Die Comicstrips spiegeln über Jahrzehnte ironisch und kritisch die kulturelle und politische Entwicklung der USA seit dem Vietnamkrieg. Die einzelnen Panels bestehen meist nur aus vier, sich nur wenig verändernden Bildern. Erst die jüngeren Strips erscheinen in Farbe.

## Entstehungsgeschichte
Der 1948 in New York geborene Garry Trudeau veröffentlichte 1968 als Vorläufer den Strip unter dem Titel Bull Tales in der Studentenzeitung der Yale-Universität.
1970 brachte der Pressedienst Universal Press Syndicate die Serie schon in 30 Tageszeitungen unter dem neuen Titel Doonesbury unter, darunter in der Washington Post. Vereinzelt zogen Zeitungen die Veröffentlichung  einzelner Episoden wegen ihrer Brisanz (z. B. Watergate-Affäre, Clintons Lewinsky-Affäre) zurück, doch letztlich zwangen dann Leserproteste zur Aufgabe der Zensur.

## Handlung und Figuren
Die Hauptfiguren hatten bis in die achtziger Jahre das Image der ewigen Studenten. Sie lebten in einer Kommune in der Nähe des fiktiven Walden College. Hauptfigur ist der namensgebende Kommunegründer Michael Doonesbury, der als Tiefpunkt seiner Karriere in der Werbebranche afro-amerikanische Wähler für Ronald Reagan gewinnen soll.
Eine weitere Hauptfigur und Kommunenmitbegründer ist der Hippiefreak Zonker Harris, der sich besonders um seine Sonnenbräune sorgt. Dessen Onkel Duke, für den der Begründer des Gonzo-Journalismus, Hunter S. Thompson, das Vorbild war, ehemaliger Redakteur des Magazins Rolling Stone, Zyniker und Drogenkonsument, bietet als US-Botschafter Möglichkeiten, amerikanische Außenpolitik zu kommentieren. Bevor Joanie Caucus Anwältin wird, muss sie sich mühevoll von ihrer Hausfrauenrolle emanzipieren.
Michaels Collegefreund und Footballstar B.D. muss als Veteran des Vietnamkrieges sein Kriegstrauma aufarbeiten und wird für den zweiten Golfkrieg reaktiviert. Des Weiteren gehören zum immer wiederkehrenden Figureninventar der Strips die chinesische Dolmetscherin Honey Huan, Studentenpfarrer Reverend Sloan, die afroamerikanische Kongresskandidatin Ginny und ihr Macho-Freund Clyde, der Singer/Songwriter Thudpucker, die sprechenden Pflanzen von Zonker Harris u. a. Neben dem fiktiven Walden beziehen sich die Episoden auf reale Orte, Personen oder Ereignisse (Weißes Haus, US-Präsidenten, Mao Zedong, Tian’anmen-Massaker, Golfkrieg etc.).

## Auszeichnungen
- 1975 erhielt Trudeau für die Serie im vorangegangenen Jahr den Pulitzerpreis für politische Karikatur.
- Der Trickfilm A Doonesbury Special wurde 1978 für einen Oscar nominiert und erhielt auf den Internationalen Filmfestspielen von Cannes 1978 den Jurypreis.
- 2006 wurde Trudeaus Doonesbury als bester Comicstrip mit dem Max-und-Moritz-Preis ausgezeichnet.

## Bibliografie
deutsche Publikationen:
- G. B. Trudeau: Doonesbury. Mr. Harris  glaubt auch an den Osterhasen! Strips von 1973 bis 1976. Carlsen Verlag Hamburg 1983, ISBN 3-551-02361-1.
- G. B. Trudeau: Doonesbury. Ganz schön clever, die Chinesen. Strips von 1976 bis 1979. Carlsen Verlag Hamburg 1984, ISBN 3-551-02362-X.
- G. B. Trudeau: Trump! Eine amerikanische Dramödie. Übersetzt aus dem amerikanischen Englisch von Gerlinde Althoff. Splitter Verlag, Bielefeld 2017, ISBN 978-3-96219-000-2.